# Willi Hutter
Willi Hutter (Mannheim, 3 novembre 1896 – 27 giugno 1936) è stato un calciatore tedesco, di ruolo attaccante.